# Schwerin (bij Königs Wusterhausen)
Schwerin is een gemeente in de Duitse deelstaat Brandenburg, gelegen in het Landkreis Dahme-Spreewald.
Schwerin telt 905 inwoners.